# Symfonie nr. 3 (Badings)
Henk Badings voltooide zijn Symfonie nr. 3 in 1934.
Badings lag destijds goed bij de dirigenten van Nederlandse orkesten. Zijn Tweede symfonie kreeg een eerste uitvoering door het Concertgebouworkest onder leiding van Louis Eduard van Beinum. Dit lot onderging ook de Symfonie nr. 3 en nog wel onder leiding van een dirigent die Badings bewonderde, Willem Mengelberg. Badings droeg het werk dan ook aan hem op.
De componist stoeit in dit vierdelige werk met contrapunt, consonanten en dissonaten, tonaal en polytonaal. Daarentegen zijn de gebruikte technieken klassiek: vierdelige opzet, fuga, canon, cyclische opzet (thema’s komen in meerdere delen voor), sonatevorm en rondo komen in het werk voor. De componist hanteerde ook een scherzo en Anton Bruckner-achtige constructies. De opzet lijkt toegesneden op uitvoeringen door het Concertgebouworkest.
Willem Mengelberg gaf de eerste uitvoering met het Concertgebouworkest op 2 mei 1935 in een muzikale feestweek.
De delen:
1. Allegro
2. Scherzo
3. Adagio
4. Allegro assai.

Het werk kende niet alleen succes in Amsterdam. Ook bijvoorbeeld Willem van Otterloo (Residentieorkest) en Karl Böhm gaven leiding aan dit werk. Böhm speelde het met zowel de Berliner Philharmoniker als het Wiener Philharmoniker.

## Orkestratie
- 3 dwarsfluiten, 3 hobo’s, 3 klarinetten, 3 fagotten
- 4 hoorns, 3 trompetten, 3 trombones, 2 tuba
- percussie
- violen, altviolen, celli, contrabassen

## Discografie
- Uitgave CPO Records: Janacek Philharmonisch Orkest o.l.v. David Porcelijn